# Typha domingensis
Typha domingensis, tule, totora, espadaña o anea, es una planta perenne herbácea del género Typha. Esta totora se encuentra en el hemisferio norte en lugares pantanosos.

## Nombres comunes
Espadaña, enea, tule, masa de agua, cola de gato, cola pecho, petalzimicua, vela de sábana, tumbalobos o cumbungi.

## Descripción
Es una planta acuática, herbácea, enraizada, emergente, perenne; de hasta 2,5 m de altura. Sus hojas igualan o exceden la altura de las espigas, parte superior de la vaina hacia la lámina; asimétricas, epidermis ventrales con gran cantidad de glándulas mucilaginosas de color oscuro, dispuestas longitudinalmente y hacia la base de la lámina, láminas de 1,5 m de largo y de 8 a 13 mm de ancho, envés convexo cerca de la vaina y plano hacia el ápice agudo.
La inflorescencia pardo claro, con una o más brácteas foliáceas caducas. Las flores en espigas masculinas hasta de 40 cm de largo y 15 mm de ancho; separadas de las femeninas por 0,6-5 cm, bractéolas de flor masculina filiforme-espatulada, simple a ramificada, con incisiones de segmentos largos, con puntos pardos en ápice, 2-4 mm de largo, 2-4 estambres, total o parcialmente soldados, filamentos, 1-2,5 mm de largo; anteras de 2-3 mm de largo y 0,15-0,20 de ancho, polen en mónadas; espigas femeninas de 50 cm de largo y 2 de diámetro, flores femeninas con bractéolas largas y delgadas, más largas que los pelos del ginóforo, color paro claro en ápice, de 3 a 5 mm de largo, pelos del ginóforo coloreados en su punta y más cortos que los estigmas, ovario fusiforme, estilo de 1 a 2 mm de largo, estigma largo y delgado, 0,5-1,5 mm de largo. Fruto fusiforme, de 1-2 mm de largo.

## Distribución y hábitat

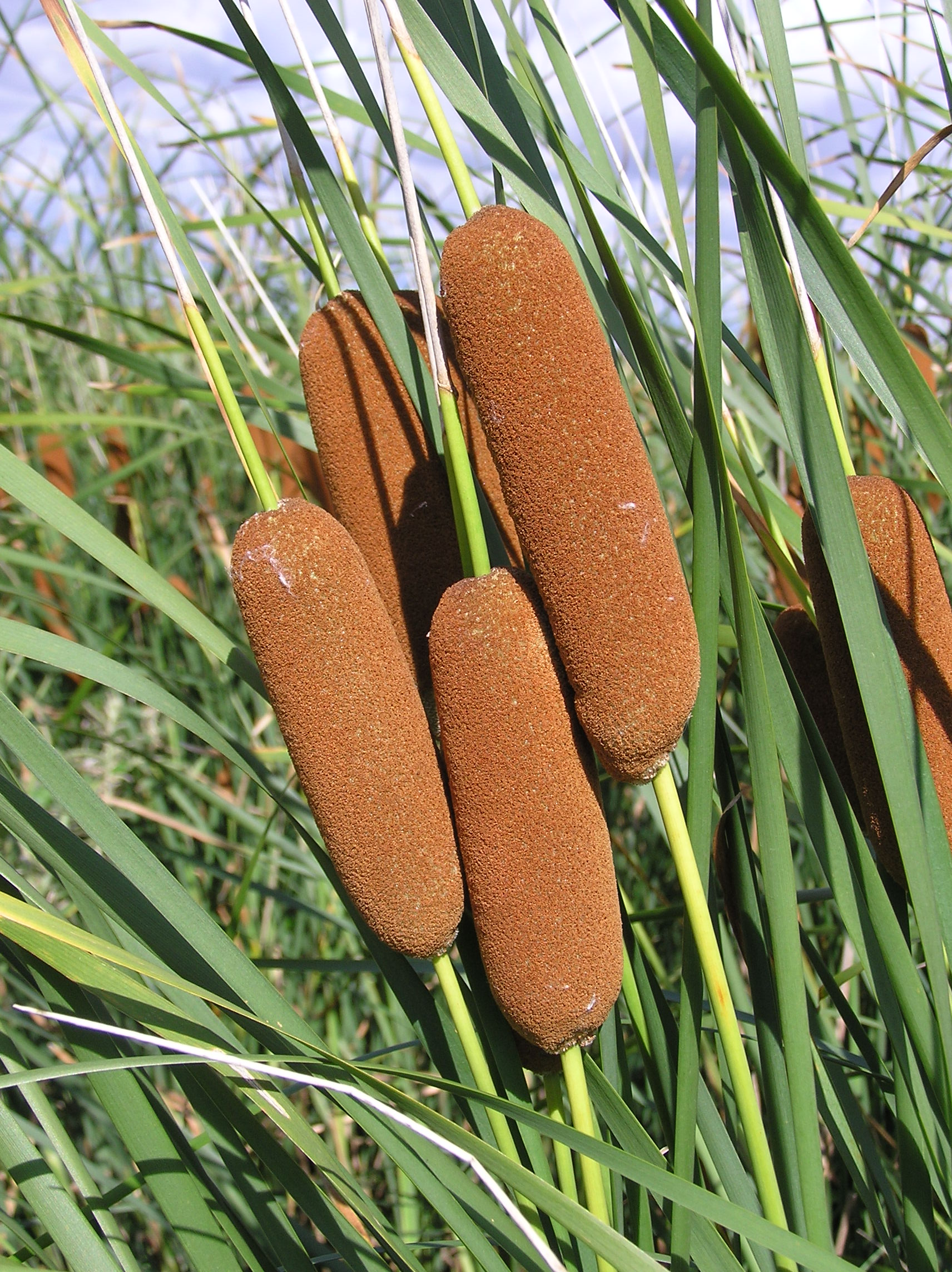
Detalle del fruto

Subcosmopolita. En áreas reposadas de agua dulce de lagos, lagunas, pantanos, zanjas y canales.

## Hábitos
Puede comportarse como especie invasora maleza. En Argentina se ha hecho control químico con buenos resultados, aplicando ésteres de 2,4-D.